# Telemetrie
Telemetrie („Fernmessung“; von altgriechisch τῆλε [tēle, „fern“] und μέτρον [métron, „Maß“ oder „Maßstab“]) ist die Übertragung von Messwerten eines am Messort befindlichen Messfühlers (Sensor) zu einer räumlich getrennten Stelle. An dieser Empfangsstelle können die Messwerte entweder nur gesammelt und aufgezeichnet oder auch sofort ausgewertet werden.
Telemetrie wird häufig durch einen (Rück-)Wirkungspfad zum erfassenden Sensor ergänzt, um so auf gelieferte Messwerte mit geeigneten Maßnahmen reagieren zu können. Dieser Rückpfad wird als Fernsteuerung (Telekommandierung, Tele-Command) bezeichnet.

## Reine Telemetrie

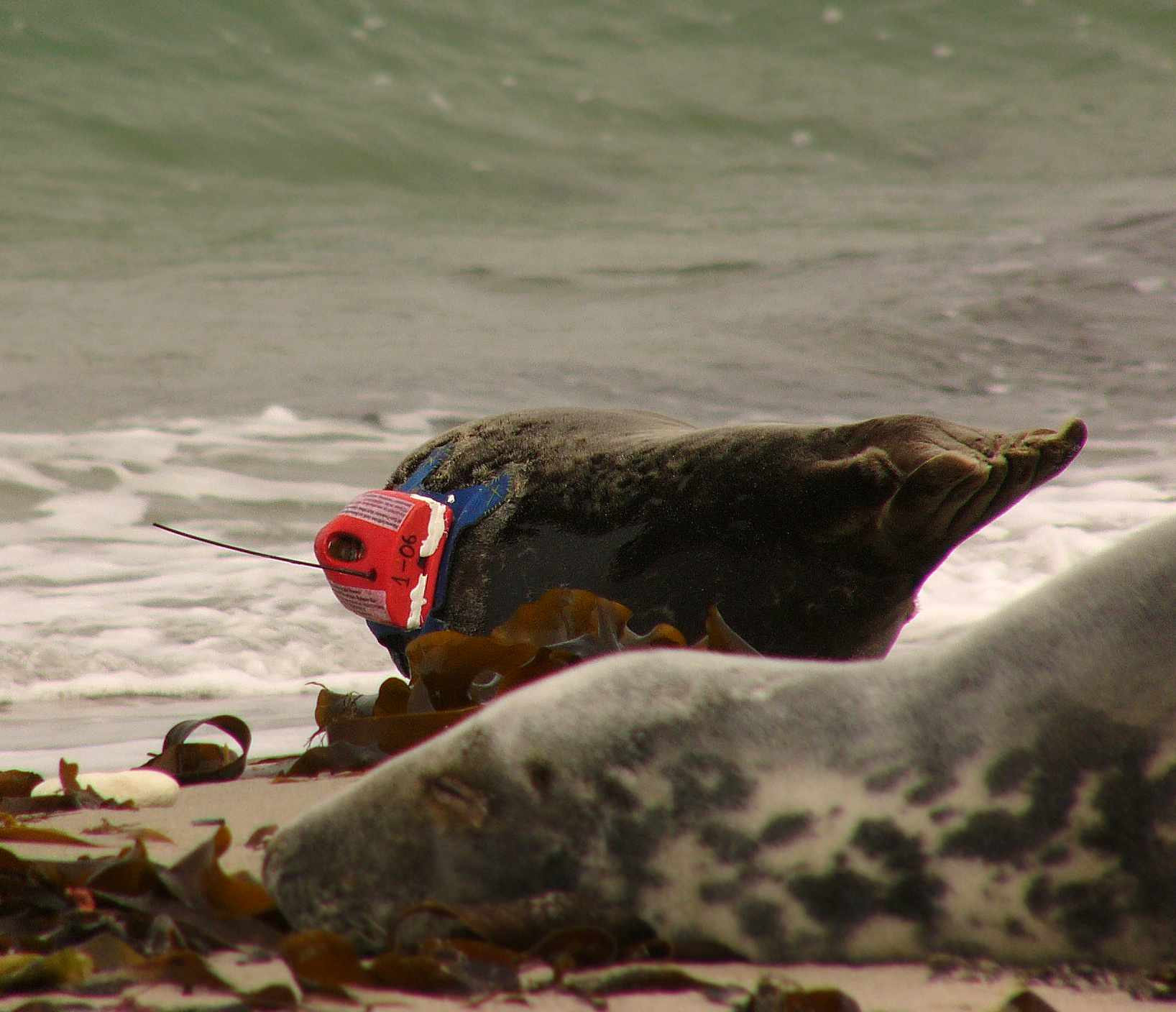
Männliche Kegelrobbe mit Sender. Der Sender ist auf das Fell des Tieres geklebt und wird beim nächsten Fellwechsel abgeworfen werden.

### Fernfeldtelemetrie
Eine Telemetrie, bei der Messdaten über größere Entfernungen übertragen werden, wird als Fernfeldtelemetrie bezeichnet. Dies ist beispielsweise gegeben
- beim Sammeln von Wetterdaten
- beim Sammeln technischer Daten aus einem bewegten Fahrzeug (Flugzeug, Raumfahrzeug, Rennwagen)
- beim Tracking wandernder Tiere, wie Luchs oder Wespenbussard in der Wildtier-Telemetrie;  wenn Tiere mit Telemetriesendern versehen werden, spricht man von Besenderung.
- bei der Übermittlung dezentraler Verkehrsinformationen
- bei der Übermittlung medizinischer Daten eingesetzter Sonden an die Außenwelt.

Häufig werden die Daten an räumlich weit getrennten Messorten aufgenommen und per Telemetrie an eine zentrale Stelle gesendet, um dort aufgezeichnet und/oder ausgewertet zu werden.

### Nahfeldtelemetrie
Als Nahfeldtelemetrie bezeichnet man Anwendungen, bei denen Daten über kurze Distanzen von bewegten Maschinenteilen auf ruhende Empfänger übermittelt werden. So werden beispielsweise Zustandsdaten von Gasturbinenrotoren oder Reifendrücke von drehenden Kfz-Rädern übermittelt.

### Realisierung

#### Allgemein
In der Regel müssen die anfallenden Messwerte zunächst in eine geeignete Form gebracht werden, damit sie telemetriert werden können.
Besondere Aufmerksamkeit erfordert die Übertragung von Gleichspannungssignalen, wie sie z. B. bei resistiven oder kapazitiven Sensoren anfallen (z. B. Spannungsänderung an einem mit konstantem Strom durchflossenen, temperaturabhängigen Widerstand). Durch geeignete Maßnahmen ist eine solche Messspannung in eine Wechselspannung oder in eine Pulsfolge umzusetzen, damit Änderungen der Versorgungsspannung und Temperaturdriften der Übertragungsbausteine keine Messwertänderung vortäuschen. Dafür geeignet ist beispielsweise eine Pulsfolge, deren Pulsfrequenz oder -dauer vom Widerstands- oder Kapazitätswert des Fühlers abhängt.
Die Übertragungsfrequenz des Telemetriesenders kann mit einer solchen Pulsfolge oder mit einem vom Sensor unmittelbar gelieferten Wechselstromsignal moduliert werden.
Im Empfänger wird dieses Signal durch eine geeignete Demodulation zurückgewonnen und daraus der zugehörige Messwert abgeleitet. Bei analogen Messsignalen wird hierfür beispielsweise ein Pulsformer mit nachgeschaltetem Tiefpassfilter angewendet.
Heute sind praktisch nur noch digitale Telemetriesysteme gebräuchlich. Der erfasste Messwert wird vor Ort mit Hilfe eines Analog-Digital-Wandlers (ADC = A/D-Converter) in eine binäre Zeichenfolge umgesetzt, die anschließend mit geeignet moduliertem Träger telemetriert und empfangsseitig ohne Informationsverluste rekonstruiert werden kann.
Dabei sind die Unterschiede in der verfügbaren Datenbandbreite gewaltig: einfache Nahfeld- und die meisten Fernfeldtelemetrien müssen mit wenigen kbit/Sekunde auskommen, was zur Überwachung stationärer Zustände von wenigen Parametern ausreicht. Dagegen können Nahfeldtelemetrien für Turbomaschinen in Summe bis zu 180 Mbit/Sekunde übertragen (HF-Technik); mit optischer Übertragung an der Rotorachse sind sogar über 600 Mbit/Sekunde möglich. Derartige Systeme können eine Vielzahl von Schwingungsmessstellen mit hoher Bandbreite simultan überwachen.
Sensor-Netzwerke können als eine neue Technologie der Telemetrie in Betracht gezogen werden, in dem viele Sensoren die Signalstärke ihrer Nachbarn zur Entfernungsermittlung kombinieren. Dadurch entsteht bei zahlreichen Teilnehmern eine präzise Funkortung mit einfachen Mitteln.
Bei der Telemetrie als eine Methode der Zoologie kommen verstärkt GPS-Empfänger zum Einsatz, die gegenüber dem Einsatz herkömmlicher Funkpeilung oder Satellitentelemetrie deutlich weniger Arbeitsaufwand und umfangreichere und genauere Datenerfassung ermöglichen.

#### Realisierung mittels GSM
Heutzutage wird vermehrt die Datenübertragung mittels GSM/UMTS eingesetzt. Bei dieser Mobiltelefon-Technik erfolgt die Kommunikation der Sensoren mit der Empfangsstelle durch ein GSM-Modul. Einfache Systeme übertragen per CSD, HSCSD oder SMS. Mit dem Einzug immer intelligenterer Prozessoren in den GSM-Modulen erfolgt die Kommunikation inzwischen oft per GPRS-Protokoll und Internet, was zusätzlich Kosten einsparen kann.
Der Einsatz dieser Technik hat den Vorteil einer großen, globalen Reichweite. Allerdings sind lokale Funklöcher im GSM-Netz hinzunehmen, da Mobiltelefone für eine bewegliche Nutzung konstruiert wurden. So ist für eine betriebssichere Arbeit der Ausführung und dem Aufstellungsort der GSM-Antenne der Empfangsstelle besondere Aufmerksamkeit zu widmen.

## Kombination mit einer Fernsteuerung
Hier findet ein Datenverkehr zwischen zwei Stationen statt:
- die steuernde Station kann Messwerte empfangen (downlink)
- die sensortragende Station kann die aus den Messwerten abgeleiteten Kommandos befolgen (uplink).

Der Sensorträger vor Ort ist dabei mit Aktoren ausgestattet, die von einem Bediener aus der Ferne aufgrund der gelieferten Sensorinformationen gesteuert werden können. Beispiele hierfür sind Spezialroboter oder mit Kamera und Telemetrie versehene Flugobjekte (Drohnen).

## Geschichte
Die Telemetrie wird seit Ende der 1920er Jahre für die Nachrichtenübermittlung aus Wetterballonen verwendet. Sie erlebte einen großen Aufschwung mit der Entwicklung der Großraketen in den 1940er Jahren.
Gelenkte Raketen melden ihren Kurs an eine Bodenstation; diese kann Steuersignale zurücksenden.